# Cookie Run: Kingdom
Cookie Run: Kingdom là game gacha hành động nhập vai của Devsisters và là game thứ sáu trong dòng game Cookie Run. Nó được phát hành trên toàn thế giới vào ngày 19 tháng 1 năm 2021.
Trò chơi bao gồm một lượng lớn nhân vật Cookie mới và hơn 200 màn chơi. Nó kể câu chuyện về những chiếc bánh quy làm quen với cuộc sống ở Vương quốc mới sau khi thoát khỏi mụ phù thủy đã khiến chúng sống dậy. Cookie Run: Kingdom có một câu chuyện bao quát về những chiếc bánh quy bắt đầu chuyến thám hiểm nhằm khám phá lại các Vương quốc Cổ đại đã mất, trước khi Dark Enchantress Cookie chiếm hữu chúng.

## Lối chơi
Cookie Run: Kingdom là game mô phỏng chiến đấu xây dựng thành phố và nhập vai. Trò chơi chủ yếu được chơi bằng cách xây dựng Vương quốc Cookie của người chơi và thu thập Cookie bằng cách sử dụng tính năng gacha của trò chơi để chiến đấu trong nhiều chế độ trò chơi khác nhau.
Khi bắt đầu trò chơi, người chơi nhận được một mảnh đất để xây dựng các công trình, trang trí vương quốc và thu thập tài nguyên. Để mở khóa thêm vật phẩm và tài nguyên, người chơi phải tăng cấp cho Lâu đài Cookie, các công trình sản xuất và Đài Phun nước Dồi dào (Fountain of Abundance). Hơn nữa, người chơi sẽ phải xây dựng các công trình bổ sung để sử dụng cho việc giao dịch hoặc nâng cấp. Người chơi có thể sản xuất tài nguyên cho vương quốc của mình bằng nhiều công trình sản xuất khác nhau. Lâu đài Cookie có thể được nâng cấp khi được cung cấp đủ vật phẩm và hoàn thành một số nhiệm vụ nhất định, cho phép người chơi mở rộng không gian có sẵn, nâng cấp các công trình và đặt thêm chúng. Người chơi cũng có thể mở rộng vùng đất của mình bằng cách sử dụng vật liệu hoặc chiến đấu với kẻ thù ở một số khu vực nhất định cùng với đội hình Cookie của họ.
Tính đến tháng 9 năm 2023, có hơn 100 cookie có thể chơi được trong trò chơi, được sử dụng làm đơn vị chiến đấu chính cho các chế độ khác nhau của trò chơi. Những cookie này có thể được thu thập qua tính năng gacha của trò chơi, có thể được thực hiện bằng cách sử dụng Đá Quý (Crystals) hoặc một loại tài nguyên tương ứng cho một Cookie cụ thể. Đá Quý có thể kiếm được thông qua nhiều phương pháp khác nhau trong trò chơi hoặc có thể mua bằng tiền thật. Người chơi sẽ đặt cookie thành một đội hình tối đa với tối đa là 5 đơn vị. Có 8 cấp độ hiếm cho các Cookie, từ Common đến Ancient, song song với 8 loại Cookie phục vụ các chức năng khác nhau trong trận chiến. Ví dụ: Cookie thuộc loại Support cung cấp sự kết hợp giữa khả năng hồi máu, sát thương và hỗ trợ tạm thời cho đồng minh và Cookie thuộc loại Magic có thể khử buff cho kẻ thù. Tất cả Cookie đều có một kỹ năng có thể được kích hoạt, gây sát thương, hồi máu hoặc các hiệu ứng khác. Những kỹ năng này có thời gian hồi chiêu ngắn trước khi có thể sử dụng lại.
Cookie có thể được tăng chỉ số bằng nhiều cách khác nhau. Các chỉ số chung là HP, CRIT%, Tấn công và Phòng thủ, được nâng cấp bằng cách tăng cấp cho nhân vật, điều này chủ yếu được thực hiện thông qua EXP Jellies. EXP Jellies nhận được khi chơi qua nhiều chế độ của trò chơi hoặc từ Cookie Houses cung cấp EXP Jellies theo thời gian. Sức mạnh của một kỹ năng có thể được tăng lên bằng Bột Kỹ năng (Skill Powders), có được thông qua Bounty hàng ngày cung cấp một loại Bột Kỹ năng cụ thể. Các loại Topping có thể được đặt trên một Cookie để cải thiện các chỉ số khác, chẳng hạn như thời gian hồi chiêu của một kỹ năng hoặc mức độ ảnh hưởng của Cookie đó đối với các hiệu ứng có hại. Có thể trang bị tối đa 5 chiếc và chúng phải được nâng cấp bằng cách sử dụng tiền xu và các mảnh Topping Pieces. Một số Cookie có thể có vật phẩm gọi là Kẹo Ma thuật (Magic Candy) để tăng sức mạnh và mang lại hiệu ứng mới cho kỹ năng của chúng. Kẹo Ma thuật yêu cầu một loại tinh thể và thành phần cộng hưởng cụ thể để nâng cấp. Cookie cũng có thể có được thông qua Soulstone hoặc Cookie Gacha và việc nhận được một lượng Soulstones nhất định cho một Cookie đã có tương ứng sẽ cho bạn cơ hội thăng cấp nó lên 5 sao, giúp tăng đáng kể HP, Tấn công và Phòng thủ. Sau khi một Cookie đạt đến 5 sao, chúng có thể được nâng cấp thêm thông qua "Thăng thiên" (Ascension), yêu cầu Soulcores (một phiên bản của Soulstone được mở khóa sau khi thăng cấp Cookie lên 5 sao) và Tinh chất Linh hồn (Soul Essence).
Chế độ câu chuyện chính, được gọi là "Khám phá thế giới" (World Exploration), chứa nhiều cấp độ được chơi theo thứ tự. Mỗi cấp độ được chơi bằng cách sử dụng một nhóm Cookies để tấn công nhiều kẻ thù và ở một số cấp độ, làm cho cookie của họ nhảy lên để thu thập tiền xu, tương tự như các trò chơi Cookie Run trước đây. Một chế độ trò chơi chính khác là Kingdom Arena, nơi người chơi có thể thăng cấp bằng cách chiến đấu với những người chơi khác. Theo thời gian, các chế độ khác được thêm vào có chức năng tương tự nhưng với cách tiếp cận khác.

## Cốt truyện

Minh họa năm Anh hùng Cổ đại (từ trái sang phải): White Lily Cookie, Dark Cacao Cookie, Pure Vanilla Cookie, Hollyberry Cookie, và Golden Cheese Cookie

Trong một thế giới tràn ngập các món tráng miệng được nhân cách hóa (được tạo ra bởi các phù thủy sử dụng bột bánh quy và "Bột sự sống"), Năm Cookie cổ - White Lily Cookie, Dark Cacao Cookie, Pure Vanilla Cookie, Hollyberry Cookie, và Golden Cheese Cookie - đã tạo ra vương quốc của riêng họ và được trao tặng Soul Jams, đã ban cho họ sức mạnh đặc biệt và sự bất tử. Một ngày nọ, có một Cookie muốn biết về nguồn gốc và sự ra đời của bản thân chúng nên đã cố gắng liên lạc với các phù thủy để tìm kiếm câu trả lời. Khi biết được sự thật khủng khiếp rằng bánh quy là để ăn, nó đã rơi vào lớp bột cuối cùng và được "nướng lại" với tên gọi Dark Enchantress Cookie, người đã lên kế hoạch sử dụng Cake Monsters để tạo ra một trật tự thế giới mới. Pure Vanilla buộc phải phong ấn Dark Enchantress Cookie đi và khiến Ancient Cookies phải lẩn trốn, khiến vương quốc của họ rơi vào tình trạng hỗn loạn.
Một thời gian dài sau khi Dark Enchantress Cookie bị phong ấn, GingerBrave bị mụ phù thủy nướng và trốn thoát. Sau đó cậu biết được rằng những người bạn của mình là Wizard Cookie và Strawberry Cookie cũng đã trốn thoát khỏi mụ phù thủy. Họ được các Sugar Gnome tìm thấy và họ bắt đầu xây dựng lại một vương quốc đã bị lãng quên từ lâu và khám phá Earthbread - cùng một hành tinh hư cấu nơi mọi câu chuyện xảy ra trong sê-ri trò chơi Cookie Run.

## Đón nhận
Trò chơi đã trở nên phổ biến rộng rãi sau tranh cãi về phần thưởng kỷ niệm Genshin Impact và mô hình gacha chơi miễn phí tương tự có trong cả hai trò chơi.
Cookie Run: Kingdom được xếp hạng thứ 31 trong hạng mục Game nhập vai miễn phí tại Thái Lan. Về trò chơi miễn phí, Nhật Bản đứng thứ nhất trên Apple App Store và Google Play và thứ 3 trong danh mục trò chơi nhập vai miễn phí tại Hoa Kỳ. Nó cũng được xếp hạng 1 ở Hàn Quốc, thứ 2 ở Đài Loan, thứ 3 ở Thái Lan và thứ 5 ở Hồng Kông trong hạng mục Trò chơi miễn phí trên Apple App Store vào tháng 1 năm 2021. Tại Hàn Quốc, Đài Loan và Thái Lan, doanh thu của trò chơi đứng thứ nhất trên Apple App Store, còn ở Hồng Kông và Singapore, nó đứng thứ 3 vào tháng 1 năm 2021. Cookie Run: Kingdom đã có 10 triệu lượt tải xuống trong hai tháng đầu tiên sau khi phát hành và đã được tải xuống hơn 150 triệu lần tính đến tháng 6 năm 2021.

## Google Play Game cho máy tính
Vào ngày 12 tháng 7 năm 2023, Cookie Run Kingdom được phát hành trên Google Play Games cho PC.